# Phytomyza bifida
Phytomyza bifida är en tvåvingeart som beskrevs av Mitsuhiro Sasakawa 1961. Phytomyza bifida ingår i släktet Phytomyza och familjen minerarflugor. Inga underarter finns listade i Catalogue of Life.